# گیروان یودها بیکرام شاه
گیروان یودها بیکرام شاه (نپالی: श्री ५ महाराजाधिराज गीर्वाणयुद्ध विक्रम शाह देव) (۱۹ اکتبر ۱۷۹۷–۲۰ نوامبر ۱۸۱۶) چهارمین حاکم پادشاهی نپال از ۱۷۹۹ تا ۱۸۱۶ میلادی بود اگرچه او وارث قانونی تاج و تخت نبود، پدرش او را به این دلیل که پسر همسرِ مورد علاقه‌اش، کانتاواتی جاها، بود وارث خود کرد.
وی فرزند رانا بهادر شاه بود و در سن یک سالگی تا یک سال و نیمگی، که پدرش از سلطنت کناره‌گیری کرد تا زاهد شود بر تخت سلطنت نشست. او تحت نایب‌السلطنگی ملکه تریپوراسونداری و نخست‌وزیری بهیمسن تاپا حکومت کرد.
جنگ نپال و انگلیس و پیمان سوگلی در زمان سلطنت گیروان به وقوع پیوست. نهایتاً گیروان یودها بیکرام شاه در ۱۹ سالگی درگذشت و پسر جوانش، راجندرا بیکرام شاه، جانشین او شد.